# 알리시아 루비오
알리시아 루비오(Alicia Rubio, 1983년 9월 15일 ~ )는 스페인의 배우이다.